# Tamera Mowry
Tamera Mowry, nome artístico de Tamera Dashon Mowry (Gelnhausen, 6 de julho de 1978), é uma atriz estadunidense nascida na Alemanha. É irmã gêmea da também atriz Tia Mowry.

## Biografia
Tamera Darvette Mowry nasceu em Gelnhausen na Alemanha Ocidental em 6 de julho de 1978, filha de Darlene Renée Mowry (née Flowers), que serviu no exército dos Estados Unidos e depois tornou-se a mãe de seus filhas, e Timothy John Mowry, do Exército dos EUA. na época de seu nascimento e que se tornou um oficial de custódia/carcereiro com o Departamento de Polícia da Cidade de Glendale quando a família se mudou para a Califórnia. Tamera Mowry é a gêmea mais velha em dois minutos. Tamera nasceu às 16h30, seguida por Tia às 16h32. Ela também tem dois irmãos mais novos chamados Tahj Mowry , um ator, e Tavior Mowry, que jogou futebol universitário na Universidade da Califórnia, em Davis .
Seu pai tem ascendência irlandesa e sua mãe é descendente de afro-bahamenses. Os pais de Mowry se conheceram no ensino médio , em Miami, Flórida , ambos se juntando ao exército dos EUA , e ambos acabaram alcançando o posto de sargento. Mowry descreveu sua família como sendo "muito unida" e "profundamente religiosa", [4] e as irmãs se tornaram cristãs nascidas de novo quando tinham oito anos de idade.

## Carreira
Para iniciar a maternidade, Tamera e sua irmã, Tia Mowry , planejaram iniciar um projeto, Need Brand. Milky! e elástico! são dois dos produtos que podem atender à maternidade. Leitoso! é um 2,5 oz. garrafa com todos os ingredientes orgânicos que podem ajudar as mães a produzir leite. Elástico! é um creme de estrias para cicatrizes pós-operatórias.
Outro projeto irmão inclui uma série de dois livros chamada Twintuition: Double Vision e Twintuition: Double Trouble.

## Vida Pessoal
Em julho de 2013, Mowry revelou que não perdeu a virgindade até os 29 anos, por ser uma cristã devota e que, depois de fazê-lo, sentia-se culpada e comprometida em permanecer casto até o casamento. Ela se casou com o correspondente da Fox News Adam Housley depois de namorar por quase seis anos. O casal se casou em 15 de maio de 2011 em Napa Valley , na Califórnia. O casal teve seu primeiro filho, chamado de Aden John Tanner Housley, em 12 de novembro de 2012. Em 4 de janeiro de 2015, Mowry-Housley anunciou através da mídia social que ela estava esperando seu segundo filho, uma menina, em julho de 2015. O casal recebeu a filha Ariah Talea Housley em 1º de julho de 2015.
Tamera tinha um Shih Tzu chamado Milano.

## Filmografia
| Filmes                     | Filmes                     | Filmes                                        | Filmes         |
| ano                        | Filme                      | Personagem                                    | Notas          |
| -------------------------- | -------------------------- | --------------------------------------------- | -------------- |
| 2000                       | Seventeen Again            | Young Cat Donovan                             |                |
| 2002                       | The Hot Chick              | Sissy                                         |                |
| 2009                       | Hollywood Horror           | Allison                                       |                |
| 2009                       | Fight or Flight            | Anne                                          |                |
| Telefilmes                 |                            |                                               |                |
| Ano                        | Filme                      | Personagem                                    | Canal          |
| 2005                       | Twitches                   | Camryn Elizabeth "Cam" Barnes / Apolla DuBaer | Disney Channel |
| 2007                       | Twitches Too               | Camryn Elizabeth "Cam" Barnes / Apolla DuBaer | Disney Channel |
| Televisão                  |                            |                                               |                |
| ano                        | Tétulo                     | Personagem                                    | Notas          |
| 1994—1999                  | Sister, Sister             | Tamera Campbell                               | Protagonista   |
| 1995—1996                  | The Adventures of Hyperman | Emma c. squared                               |                |
| 2004—2006                  | Strong Medicine            | Dr. Kayla Thorton                             | Temoporada 5–6 |
| 2009                       | Roommates                  | Hope Daniels                                  | Protagonista   |
| Participações na Televisão |                            |                                               |                |
| Ano                        | título                     | Personagem                                    | Notas          |
| 2009                       | The Super Hero Squad Show  | Misty Knight                                  | Voz            |